# پال ساروسی
پال ساروسی (انگلیسی: Paul Sarossy؛ زادهٔ ۲۴ آوریل ۱۹۶۳) یک فیلم‌بردار و کارگردان فیلم اهل کانادا است.
از فیلم‌ها یا مجموعه‌های تلویزیونی که وی در آن‌ها نقش داشته‌است می‌توان به عزم راسخ ایرنا، اکسوتیکا، آخرت شیرین، سفر فلیسیا، آرارات، جایی که حقیقت دروغ می‌گوید، ستایش، کلویی، گره شیطان، اسیر، همه‌چیزتمام، رنج، برف‌پیما، سر در ابرها، مرد حصیری، چارلی بارتلت، راز، دوئل، راکی مارسیانو، مرز جنون، خانواده بورجا و حکومت اشاره نمود.